# Rejaf
Rejaf est une ville du Soudan du Sud, ville de l'État d'Équatoria-Central, qui donna notamment son nom à l'enclave de Rejaf.
La localité se trouve à environ dix kilomètres au sud de la capitale du pays, Djouba.